# シャヒン・ヤクート
シャヒン・ヤクート（Şahin Yakut、男性、1979年5月8日 - ）は、トルコのキックボクサー、総合格闘家。ウードゥル県ウードゥル出身。ニックネームは「カース（Kaas）」（オランダ語でチーズの意）。一般的にヤクートと言われることは殆ど無く、ニックネームのカースで呼ばれる。
首相撲で相手の体力を削りながら戦う試合巧者。元々はスーパーミドル級を主戦場にしていたが、2005年からはミドル級で戦っている。
ドラゴの同門であり、親友でもあり、「ドラゴ」というニックネームの名付け親でもある。

## 来歴
2004年12月18日、SuperLeague Netherlands 2004にてスーパーリーグデビュー。マリオ・プリンチに4RTKO勝ち。
2006年5月13日、SuperLeague Elimination 2006のトーナメントに出場。1回戦でホセ・レイスに判定負け。
2006年9月23日、It's Showtimeの76kgトーナメントにて優勝。
2010年5月29日、IT'S SHOWTIMEでライアン・シムソンの引退試合の相手を務め、判定勝ちを収めた。

## 戦績

### キックボクシング
| 勝敗 | 対戦相手                 | 試合結果               | 大会名                                                                                 | 開催年月日     |
| ○    | ライアン・シムソン       | 3R終了 判定            | IT'S SHOWTIME【ライアン・シムソン引退試合】                                            | 2010年5月29日  |
| ○    | ペリー・ウベダ           | 3R終了 判定3-0         | IT'S SHOWTIME                                                                          | 2009年5月16日  |
| ○    | Shemsi Bequiri           | 1R 0:45 KO（右フック） | Oktagon presents: It's Showtime 2009                                                   | 2009年3月14日  |
| ○    | オンドレ・ハートニック   | 3R終了 判定            | It's Showtime Trophy FinalRound 【75kg MAX Trophy 決勝】                               | 2006年9月23日  |
| ○    | アルビアール・リマ       | 3R終了 判定3-0         | It's Showtime Trophy FinalRound 【75kg MAX Trophy 準決勝】                             | 2006年9月23日  |
| ○    | ジリ・ザック             | 延長R終了 判定         | It's Showtime Trophy FinalRound 【75kg MAX Trophy 1回戦】                              | 2006年9月23日  |
| ○    | マルコ・ピケ             | 4R KO                  | Gentleman Fight Night III                                                              | 2006年6月3日   |
| ×    | ホセ・レイス             | 3R終了 判定            | SuperLeague Elimination 2006【1回戦】                                                  | 2006年5月13日  |
| ○    | ファディ・メルザ         | 3R終了 判定            | SuperLeague Apocalypse 2006                                                            | 2006年3月11日  |
| ○    | マリオ・プリンチ         | 3R KO                  | SuperLeague Hungary                                                                    | 2006年1月28日  |
| ○    | アーメッド・モインシラジ | 2R TKO                 | SuperLeague Portugal                                                                   | 2005年11月19日 |
| ○    | アリ・グンヤー           | 4R TKO                 | It's Showtime                                                                          | 2005年6月12日  |
| ○    | ファディ・メルザ         | 5R終了 判定            | SuperLeague Austria 2005                                                               | 2005年4月9日   |
| ○    | マリオ・プリンチ         | 4R TKO                 | SuperLeague Netherlands 2004                                                           | 2004年12月18日 |
| ○    | ユーセル・フィダン       | 5R終了 判定            | ？                                                                                     |                |
| ○    | マルコ・ピケ             | 2R TKO（タオル投入）   | Muaythai Champions League.T                                                            | 2003年3月29日  |
| ○    | アルビアール・リマ       | 5R終了 判定3-0         | Ahoy Simply The Best VI                                                                | 2003年3月16日  |
| ×    | ユーリ・メス             | 3R終了 判定            | Gala in Schremerhorn                                                                   | 2002年4月27日  |
| ×    | ペリー・ウベダ           | 判定                   | K-1 NETHERLAND GRAND PRIX 2002 【WKAフルコンタクト世界スーパーミドル級タイトルマッチ】 | 2002年2月24日  |
| ×    | ユーリ・メス             | 5R終了 判定0-3         | It's Showtime                                                                          | 2000年10月22日 |

### 総合格闘技
| 勝敗 | 対戦相手                 | 試合結果                        | 大会名                                                 | 開催年月日     |
| ○    | チコ・マルティネス       | 1R チョークスリーパー           | KOE: Tough Is Not Enough 【KOTR MMA 77kg級王座決定戦】 | 2008年10月5日  |
| ×    | ヴィンセント・ラトゥール | 5分2R終了 判定0-3               | IT'S SHOWTIME（K-1 WORLD GP 2007 IN AMSTERDAM）        | 2007年6月23日  |
| ○    | チコ・マルティネス       | 3分2R終了 判定                  | 2H2H                                                   | 2004年10月10日 |
| ○    | ギルバート・バレンタイン | 1R 0:51 TKO（ドクターストップ） | Rings Holland: One Moment In Time                      | 2002年12月1日  |
| ×    | Roman Vanicky            | -                               | Night of the Gladiators 12                             | 2001年2月25日  |

## 獲得タイトル
- IT'S SHOWTIME 75kg MAX Trophy 優勝（2006年）
- KOTR MMA 77kg級王座（2008年）